# لارا جین کوراستکی
لارا جین کوراستکی (انگلیسی: Lara Jean Chorostecki؛ زادهٔ ۲۴ سپتامبر ۱۹۸۴) هنرپیشه اهل کانادا است. وی از سال ۲۰۰۴ میلادی تاکنون مشغول فعالیت بوده‌است.

## فیلم‌شناسی
- کملوت (سریال) (۲۰۱۱)
- ضدویروس (۲۰۱۲)
- دیو و دلبر (سریال ۲۰۱۲) (۲۰۱۲)
- هانیبال (مجموعه تلویزیونی) (۲۰۱۳)
- پناهگاه (مجموعه تلویزیونی) (۲۰۱۴)